# Kovács Ágnes Anna

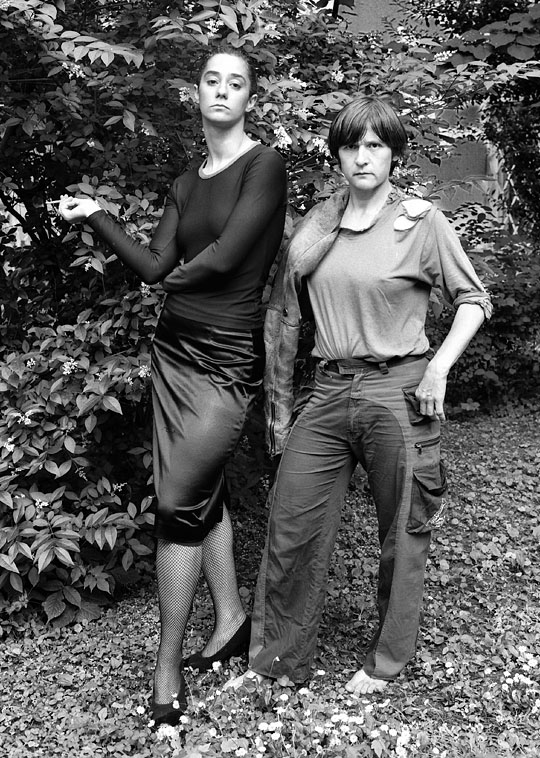
Kovács Ágnes Anna és Szilágyi Lenke 2006-ban

Kovács Ágnes Anna (Arad, 1975. augusztus 14. – Budapest, 2008. október 26.) magyar színművész.

## Életútja
1997-ben végezte el a Marosvásárhelyi Színművészeti Egyetem Szentgyörgyi István tagozatát, vizsgaszerepei a My Fair Lady és a Magyar három nővér alakjai voltak. Ezután a Marosvásárhelyi Nemzeti Színház Tompa Miklós társulatában játszott 2002-ig, ahol Elektra szerepében tűnt fel, de játszott Goldonit, Shakespeare-t, Molnár Ferencet, Madáchot és Wedekindet is. Innen a budapesti Honvéd Együttes Kamaraszínházába vitte útja, ahol 2007 decemberéig játszott.
2008. október 26-án önkezével vetett véget életének.

## Színházi szerepei
- Heltai Jenő: Tündérlaki lányok – Manci
- Goldoni: Chioggiai csetepaté – Orsetta
- Jean Giraudoux: Elektra – Elektra
- Wedekind: Tavasz ébredése – Thea
- Shakespeare: Szentivánéji álom – Titánia
- Madách Imre: Az ember tragédiája – Éva
- Plautus: A hetvenkedő katona – Acroteleutium
- Goldoni: Virgonc hölgyek – Mariuccia
- Bozgorok – Shakespeare „Ahogy tetszik” okán – Rosalinda
- Szörényi-Bródy: István, a király – Csíksomlyó, Réka
- Rusznyák Gábor: Szikölök
- Csak úgy – improvizációs játék
- Kárpáti Péter: Mi a szerelem
- Marius von Mayenburg: Paraziták – Betty

## Filmszerepei
- Sára Sándor: A vád – Pásztor Mária
- Robert Ralston: Turisti – Vera
- Gulyás Gyula: Fény hull arcodra édesem – A feleség
- Hajdu Szabolcs: Tamara – Játékos Borbála (Bori)